# 59.ª División (Ejército Popular de la República)
La 59.ª División —originalmente denominada 1.ª División asturiana— fue una de las divisiones del Ejército Popular de la República que se organizaron durante la guerra civil española sobre la base de las Brigadas Mixtas.

## Historial
La división fue creada originalmente en febrero de 1937, como la «1.ª División asturiana». Quedó incorporada al III Cuerpo de ejército asturiano. El 6 de agosto la unidad fue reestructurada —quedó compuesta por las brigadas 189.ª, 190.ª y 191.ª— y renombrada como «59.ª División». Pasó a quedar adscrita al XVII Cuerpo de Ejército.
No llegó a intervenir en la batalla de Santander, por lo que se encontraba prácticamente intacta al comienzo de la ofensiva de Asturias. Para entonces la 59.ª División cubría el frente que iba desde el mar hasta las montañas, en el sector de Oviedo. Durante la campaña de Asturias no tuvo un papel relevante, permaneciendo en sus posiciones sin intervenir en operaciones militares de relevancia. A finales de octubre logró retirarse a Gijón, donde se autodisolvió.

## Mandos
- Comandante de infantería Carlos Abad López (desde febrero de 1937);
- Comandante de infantería Eduardo Carón Alcázar (desde marzo de 1937);
- Mayor de milicias Víctor Álvarez González[4] (desde mayo de 1937);
- Mayor de milicias Ramón Garshaball López (desde agosto de 1937);